# Ruski filtracijski logori
Filtracijske logore ili koncentracijskim logori, su logori kojima se koristi Ruska vojska u ratovima u Ukrajini, te koje je ranije koristila u ratovima u Čečeniji.
Mjesec dana od početka Invazije Rusije na Ukrajinu, potpredsjednica ukrajinskog premijera Irina Vereščuk izjavila je da je oko 40.000 građana Ukrajine premješteno iz Ukrajine na teritorije pod ruskom kontrolom bez dogovora s vladom iz Kijeva. Ukrajinska pravobraniteljica za ljudska prava Ljudmila Denisova izjavila je da je do 30. ožujka 2022., više od 400 000 Ukrajinaca prisilno raseljeno u Rusiju.
Načelnik ruskog Centra za upravljanje nacionalnom obranom, Mihail Mizincev, izjavio je 8. svibnja da je do navedenog datuma 1.185.791 osoba premještena u Rusiju. Ukrajinski dužnosnici usporedili su te akcije s ranijim filtracijskim logorima u Čečeniji. Ukrajinski dužnosnici rekli su da FSB "radi" na Ukrajincima u filtracijskim logorima u Krasnodaru i Taganrogu, te da im Rusi nude poslove na otoku Sahalinu, na krajnjem istoku Rusije.
Ruska vlada negira da nasilno prebacuje Ukrajince u Rusiju, a deportacije naziva "evakuacijom". Prema tezi Biline Timesa, filtracijski kampovi koji postoje u Ukrajini, koriste se za popunu ruske radne snage.

## Mariupolj
Prema izjavama svjedoka, ruske su trupe 15. ožujka 2022.  naredile ženama i djeci u Mariupolju da izađu iz skloništa za bombe. Jedan svjedok rekao je da su potom prisilno odvezeni autobusima zajedno s još dvjesto ili tristo drugih u Novoazovsk, gdje su u istim busevima čekali satima, prije nego im je naređeno da prođu kroz niz šatora, do filtracijskog logora. Na satelitskim snimkama vidljiva je skupina šatora u Bezimenneu, blizu Novoazovska. Predstavnici Narodne Republike Donjeck i Luganske Narodne Republike također su rekli da su postavili "šatorsko naselje od 30 šatora" kapaciteta 450 osoba.
Ruske novine Rossiyskaya Gazeta objavile su da je 5.000 Ukrajinaca procesuirano u kampu Bezimenne, te da su provedene provjere kako bi spriječili "ukrajinski nacionalisti da se infiltriraju u Rusiju prerušeni u izbjeglice i izbjegnu kaznu".  Jedna svjedokinja rekla je da su je opširno ispitivali muškarci koji su se predstavili kao pripadnici FSB-a. Ispitivana je o svom porijeklu, a ispitivanje je opisala kao "vrlo ponižavajuće".  Grupa je potom odvedena u Rostov u Rusiji.
Muški logoraši tvrdili su da su ih ruski vojnici pretresali tražeći tetovaže. Također su ih ispitivali o političkim svjetonazorima i kontaktima s pukovnijom Azov.